# Помещичья система Новой Франции
Помещичья система Новой Франции — полуфеодальная система распределения земли, использовавшаяся в североамериканской колонии Новая Франция.

## Введение системы

Новая Франция к 1750 году

Помещичья система была введена в Новой Франции в 1627 году кардиналом Ришельё. Министр предоставил в пользование созданной компании Новой Франции все земли между полярным кругом на севере и Флоридой на юге, озером Верхнее на западе и Атлантическим океаном на востоке а также эксклюзивные права на торговлю. Взамен компания обещала привезти в Новую Францию в 1628 году 200—300 поселенцев, а в течение 15 лет — 4 000, для чего получала права на эксплуатацию этих земель.
Несмотря на договорённости, уровень иммиграции во французские колонии в Северной Америке оставался довольно низким, так первая перепись населения 1666 года к местному населению относила 3215 человек (к ним не относились индейцы и члены религиозных орденов). Нехватка рабочих рук оказало серьёзное влияние на систему распределения земли. В соответствии с этой системой земля по берегам реки Святого Лаврентия нарезалась на узкие полоски, называемые поместьями или сеньориями (фр. seigneuries). Каждая из полосок земли оставалась во владении короля Франции, но управлялась помещиком (фр. seigneur), что не изменило установление прямого королевского управления Новой Францией в 1663 году.

## Географическое размещение
Сеньории были вершиной земельных отношений в Новой Франции, но помимо них были и другие формы владения землёй. После сеньории шёл ротурс, на пространствах французской Северной Америки их было несколько тысяч. Они были весьма однородны по своему размеру: из них 95 % занимали 40 — 200 квадратных арпанов земли, большинство из которых было не больше 120 арпанов. Ротурсы менее 40 квадратных арпенов имел малую ценность среди местного населения.
Для простоты эти земельные участки практически всегда были прямоугольного размера. Пропорции между длиной и глубиной составляли 1 к 10, однако были примеры соотношения и 1 к 100. Обычно непосредственно возле реки выделялась зона общего пользования, за которой начинались лучшие земли и владения самого помещика. Дальше от реки, за первым блоком земель, могли находиться другие. Подобный метод распределения земли давал очевидное преимущество для доступа к реке, позволявшей организовать транспортировку товаров и снабжавшей водой поселенцев, которые селились рядом с рекой на протяжении нескольких сотен ярдов, создавая протогорода.
В ответ на измельчание хозяйств и снижения их продуктивности, губернатор и интендант Новой Франции просили короля в 1744 году помочь разобраться с этим вопросом. Людовик XV в ответ установил минимальный размер обрабатываемого поселенцем участка в размере 1,5 арпана в длину и 30-40 — в ширину. Итоговая характеристика ротура стала прямо пропорциональная зависимость его размера от расстояния от ближайшего города и обратно пропорциональная — от плотности проживавшего на нём населения.

## Устройство

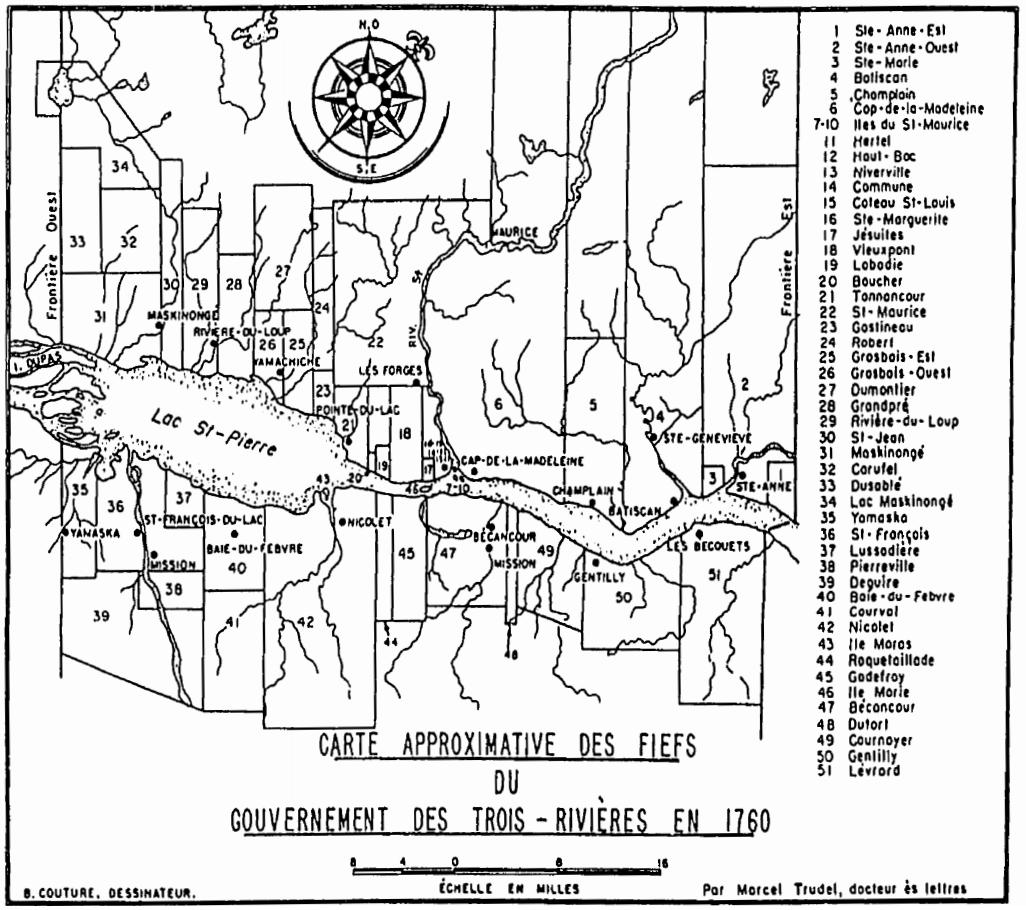
К 1760 году на территории губернаторства Труа-Ривьер сформировалась 51 сеньория.

В то время река Святого Лаврентия служила основной транспортной артерией Новой Франции, и земля по её берегам была очень востребована. Получив землю, помещики делили её дальше среди поселенцев (фр. censitaires или фр. habitants), которые расчищали и обрабатывали землю, строили дома и другие здания. В отличие от французской феодальной системы, взятой за образец, помещик не имел права наложения штрафов, это мог делать только интендант Новой Франции — уполномоченный, присланный королём. Помещик должен был построить для поселенцев мельницу, церковь и дороги.
Поселенцы платили налог помещику, называемый cens, а также другие налоги (lods и ventes) (которые часто выплачивались в натуральной форме), и должны были работать на него три дня в году (обычно приходилось прокладывать дороги) и выполнять требование tenir feu et lieu (улучшать имевшиеся земельные владения). Несоблюдение этих правил автоматически давало повод конфисковать ротур.
Поселенцы могли выделять землю для детей, когда те обзаводились семьями, но один человек не мог владеть сразу двумя ротурами согласно постановлению интенданта от 1682 года. В 1663 году половина поместий Новой Франции управлялась женщинами, так как жёны наследовали имущество мужей после их смерти, однако они довольно быстро находили нового избранника.
Во Франции сеньоры были вассалами короля, который даровал им их сеньории. Помещичья система имела отличия: помещики Новой Франции не обязательно были дворянами, и они получали землю не в собственность, а в концессию. Поместья в Северной Америке давались офицерам, представителям духовенства, а иногда даже объединениям местных жителей. В Новой Франции король был представлен интендантом, и первый интендант Новой Франции Жан Талон ввёл условие, чтобы помещики действительно жили в своих поместьях. Это позволило усилить контроль над поселением со стороны центральных властей.
Вместе с тем система была феодальной, так как доход шёл от поселенцев к сеньорам основываясь не на рыночных факторах (плодородие земли и трудовые отношения), а на установленном французской короной порядке.

## Помещичья система в экономическом плане

Типичная схема поместья в Новой Франции

Некоторые историки считают помещичью систему тормозом экономического развития Новой Франции. Так, Морис Альтман указывал на то, что перераспределение имущества от поселенцев в пользу сеньоров сильно повлияло на экономику области. Так как сеньоры очень редко получали свой основной доход от своего поместья, то полученные от него незначительные по размеру средства обычно шли на покупку товаров роскоши, доставляемых из Франции. Учёный полагал, что имея на руках эти средства поселенцы смогли-бы возместить эти расходы или потратить их на покупку товаров местного производства, и, таким образом, сложившаяся система привела к ущербу экономике Новой Франции и снижению её экономического роста. Несмотря на то, что потом Альтман изменил итоговые оценки, он смог рассчитать объём возможной упущенной прибыли в хозяйстве поселенца (то есть потерянных внутренних инвестиций) и подтвердить своё тезис об отрицательном влиянии сеньориальных сборов на экономику французской колонии. Другие историки, например Аллан Гриир, также указывают на то, что снижение дохода ферм поселенцев и местных производств в долгосрочном плане могли снизить общий экономический рост.

## Система после британского завоевания

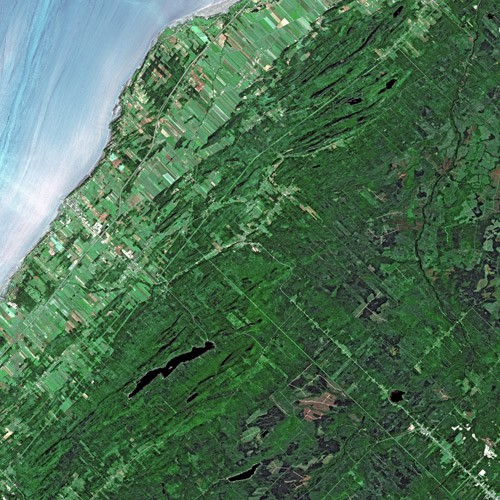
Спутниковый снимок долины реки Святого Лаврентия. Видны узкие полосы по сторонам реки — следы помещичьего раздела земель

После завоевания Квебека англичанами помещичья система стала препятствием для британских поселенцев. Акт о Квебеке 1774 года подтвердил использование системы французского гражданского права — и, следовательно, помещичьей системы.
Несмотря на то, что ряд поместий перешёл во владение англичан и шотландцев, сама система оставалась неприкосновенной в течение столетия.

## Отмена
Помещичья система была формально отменена, когда 22 июня 1854 года Законодательная Ассамблея Провинции Канада приняла «Акт о запрете феодальных норм и повинностей в Нижней Канаде» (англ. An Act for the Abolition of Feudal Rights and Duties in Lower Canada), вступивший в силу с 18 декабря 1854 года. В соответствии с Актом был образован специальный Помещичий суд, решивший вопросы, возникшие относительно прав на собственность после отмены системы. Некоторые остатки системы продолжали существовать до XX века в виде продолжаемой собираться в отдельных местах феодальной арендной платы. Окончательно система ушла в прошлое, когда последний из таких сборов был заменён на обязательства Провинции Квебек.